# Збиране
"Збиране" -  альбом-компіляція найкращих треків гурту Брем Стокер. До нього ввійшли хіти з попередніх альбомів, але з новим аранжуванням.

## Про альбом
П'ятий альбом гурту. Це своєрідна збірка хітів гурту, що зіграні максимально наближених до "живого", концертного виконання. Його видала рекордингова компанія "Наш Формат".

## Рецензія на альбом
Ідея видавати на пластинках концертні записи не нова. Якщо мене не зраджує пам'ять, ще в далеких 60-х британська група 10cc видала диск, де «живий» концертний матеріал почистили, дещо дописали, щось переписали, наклали реакцію публіки… І… Show Must Go On!
Брем Стокер пішли дещо іншим шляхом, внаслідок чого і вийшло невелике чудо під назвою «Збиране». Суть ідеї полягала в зіграні своєрідних хитів групи, максимально наближено до «живого», концертного виконання.
Як стверджують офіційні і напівофіційні джерела:
«Ідея запису альбому виникла із-за того, що багато людей які прослуховували минулі роботи, особливо перші запису, були дуже засмучені якістю, та часто відмічали відмінність живого виконання пісень від того що чують на мафоні... Гурт вирішив змінити цю ситуацію, записавши альбом найкращих концертних пісень, намагаючись відтворити ту енергію, яка присутня живому виступу Брем Стокер…»
На пластинці зібрані композиції, які вже стали візитівкою групи. Отже описувати кожну композицію окремо немає сенсу, достатньо заглянути в треклист… Брем Стокер, достатньо, як українським міркам, щільно гастролює, тому, давно відпрацьована концертна програма, склався порядок виконання пісень і таке інше, що робить концерт святом для відвідувачів. Звичайно на концертах бувають усілякі несподіванки, як погано налаштований або просто поганий апарат, виключення енергії, божевільні ціни на алкоголь, etc. Тут цих найпоганіших несподіванок немає - тільки хороші… Записано живо, ну live… і все тут. А, головне, не треба потім їхати додому на останньому маршруті, де чомусь звучить «рашен шансон». При прослуховуванні диска я все ж в танок не пустився, як робив це на концертах групи, але майже весь альбом проспівав разом групою. Таке собі караоке вийшло. При цьому, я довго розглядав обкладинку, вертів її і так і отак. Є на що подивитися - «дуже велика повага до жіночої статі стало наслідком тієї обкладинки».

## Список композицій
| #   | Назва                                       | Тривалість |
| --- | ------------------------------------------- | ---------- |
| 1.  | «Сама гарна»                                | 3:09       |
| 2.  | «Суліко»                                    | 1:50       |
| 3.  | «Жив да був собі козак»                     | 2:12       |
| 4.  | «Недала»                                    | 2:30       |
| 5.  | «Не плачу»                                  | 2:43       |
| 6.  | «Каштан»                                    | 2:56       |
| 7.  | «Так буває»                                 | 2:45       |
| 8.  | «Інтернет»                                  | 3:15       |
| 9.  | «Тіко тебе»                                 | 3:16       |
| 10. | «Пиво»                                      | 3:51       |
| 11. | «Йо»                                        | 3:03       |
| 12. | «Каліфорнія»                                | 3:19       |
| 13. | «Україна (переспів пісні гурту Папа Карло)» | 3:04       |